# Nihoa pictipes
Nihoa pictipes is een spinnensoort uit de familie Barychelidae. De soort komt voor in Nieuw-Guinea, Nieuw-Brittannië, Nieuw-Ierland en de Salomonseilanden.